# Cal Fàbregas (Moià)
Cal Fàbregas és una obra amb elements gòtics de Moià inclosa a l'Inventari del Patrimoni Arquitectònic de Catalunya.

## Descripció
Edifici de tres plantes. El portal d'entrada és rectangular i adovellat. Al costat del portal hi ha una petita finestra, adovellada i amb reixa, que té un acabat de tradició gòtica. Al primer pis hi ha dos balcons i una finestra, aquesta mateixa estructura es repeteix al pis superior. Totes les obertures són adovellades. Destada un balcó del primer pis, amb arc conopial de tipologia gòtica tardana. La coberta és a doble vessant.

## Història
L'espai que avui ocupa aquesta casa quedava dins el recinte emmurallat del segle xiv, essent la sortida més propera, la del portal de Rodors. La casa, com la majoria de cases que l'envolten, ha sofert nombroses remodelacions al llarg del temps. Una restauració recent va donar a conèixer l'arc gòtic tardà que era tapat per reble i arrebossat.